# 319鄉村兒童藝術工程
319鄉村兒童藝術工程，由台灣紙風車文教基金會於2006年12月發起的活動，他們希望讓台灣每個鄉鎮的兒童，都有機會接觸到兒童舞臺劇與藝術活動。該活動採取自由捐助，但是謝絕政黨捐助。只要獲得35萬元的資助，紙風車劇團就會到那個鄉鎮演出。2011年12月3日，在新北市萬里區的公演完成台灣319個鄉鎮的巡迴演出。
五年間的演出活動，共募款兩億兩百餘萬元，近三萬名民眾參與捐款，近80萬的現場民眾參與。

## 發起人
這個活動的主辦單位為紙風車文教基金會，最初的發起人為吳靜吉、柯一正、簡志忠、吳念真、林錦昌、李永豐等人。演出單位為紙風車劇團。

## 主要演出內容
各地區第一次演出的劇碼都是《紙風車幻想曲》、第二次演出則是《武松打虎》。不過有時會因為場地、時間的關係而變更劇碼。

### 紙風車幻想曲
是將紙風車劇團歷年演出的片段，以巫頂或巫媽媽為串場主持人做出的呈現。一次演出約有六個片段，除了每次都有的《唐吉訶德》外，其他還有《動作與聲音》、《巫婆之舞》、《台灣之光》、《起床號》、《小口袋》、《楊桃樹的故事》、《追風賽狗場》、《白蛇傳之水漫金山寺》、《八歲，一個人去旅行》、《車票的故事》、《神奇黑光棒(棒棒黑光)》、《歡樂中國節》......等。

### 武松打虎
為一齣融合傳統育現代的音樂劇，描述武松、武十、武百三兄弟到景陽崗打老虎的故事。

### 太陽王國歷險記
桃花村民與太陽王國之間的故事。

## 子計畫
- 88水災兒童生活藝術
- 文藝青年工作大隊
  - 於2007年暑假首次成立文工大隊，主要作為演出時的協助演出人員。共招募四屆，2009年招募第三屆時與三立電視台合作。
- 唐吉軻德俱樂部
  - 透過捐款方式分為：「英勇騎士卡」為單次捐滿35萬元以上者、「幸福風車卡」為定期定而捐款200元以上者且持續一年。
- 幫助孩子閱讀計劃
  - 將演出時現場民眾捐贈裡拿出三成，提供給當地需要訂報但缺乏經費的學校訂報使用。
- 319杏林計劃
- 格列佛人體探索館
  - 首座移動式人體藝術探索活動，2009年4月於台中市文心森林公園首次亮相。
- 恐龍藝術探索館
  - 首座移動式恐龍藝術探索活動，2010年4月於台中市文心森林公園首次亮相。
- 全虹手機健診服務
- 全家紙風車1元捐
- 至善專案

## 出版品

### 專書
- 《孩子的第一哩路：紙風車319鄉村兒童藝術工程》，圓神出版社，2008年4月25日。
- 《凝聚愛的每一哩路：紙風車319鄉村兒童藝術工程感動紀實》，圓神出版社，2011年12月26日。

### 攝影集
- 《「天空下的笑顏」319紀念攝影集》，2012年5月。

## 相關研究
- 蕭淑君，〈孩子的第一哩路－紙風車319鄉村兒童藝術工程之研究〉，南華大學非營利事業管理學系碩士論文，2009-07-28。
- 高修民，〈《天空下的笑顏》兒童藝術工程之肖像攝影紀實〉，國立臺灣藝術大學視覺傳達設計學系碩士創作論文，2014-01-21。
- 陳誼珊，〈從藝術下鄉到文化運動：紙風車319鄉村兒童藝術工程的意義形塑與民眾參與〉，國立清華大學社會所碩士論文，2014-02-。

## 外部連結
- 319鄉村兒童藝術工程官方網頁
- 走遍319鄉鎮 紙風車做到了！